# Guétéma
Guétéma is een gemeente (commune) in de regio Kayes in Mali. De gemeente telt 9300 inwoners (2009).
De gemeente bestaat uit de volgende plaatsen:
- Baïssamboula
- Darah
- Guétema
- Folonkidé-Boundou
- Haoudja Yéro Aly
- Kolomina
- Loumougnalbi
- Makana-Rangabé
- Mandala
- Missira
- Sambalambé